# Distrikt Kasese
Kasese ist ein Distrikt (district) im Südwesten Ugandas mit 532.993 Einwohnern. Wie fast alle Distrikte von Uganda ist er nach seinem Hauptort benannt. Der Distrikt ist in zwei Countys, 19 Sub-Countys sowie zwei Town Councils eingeteilt.

## Wirtschaft

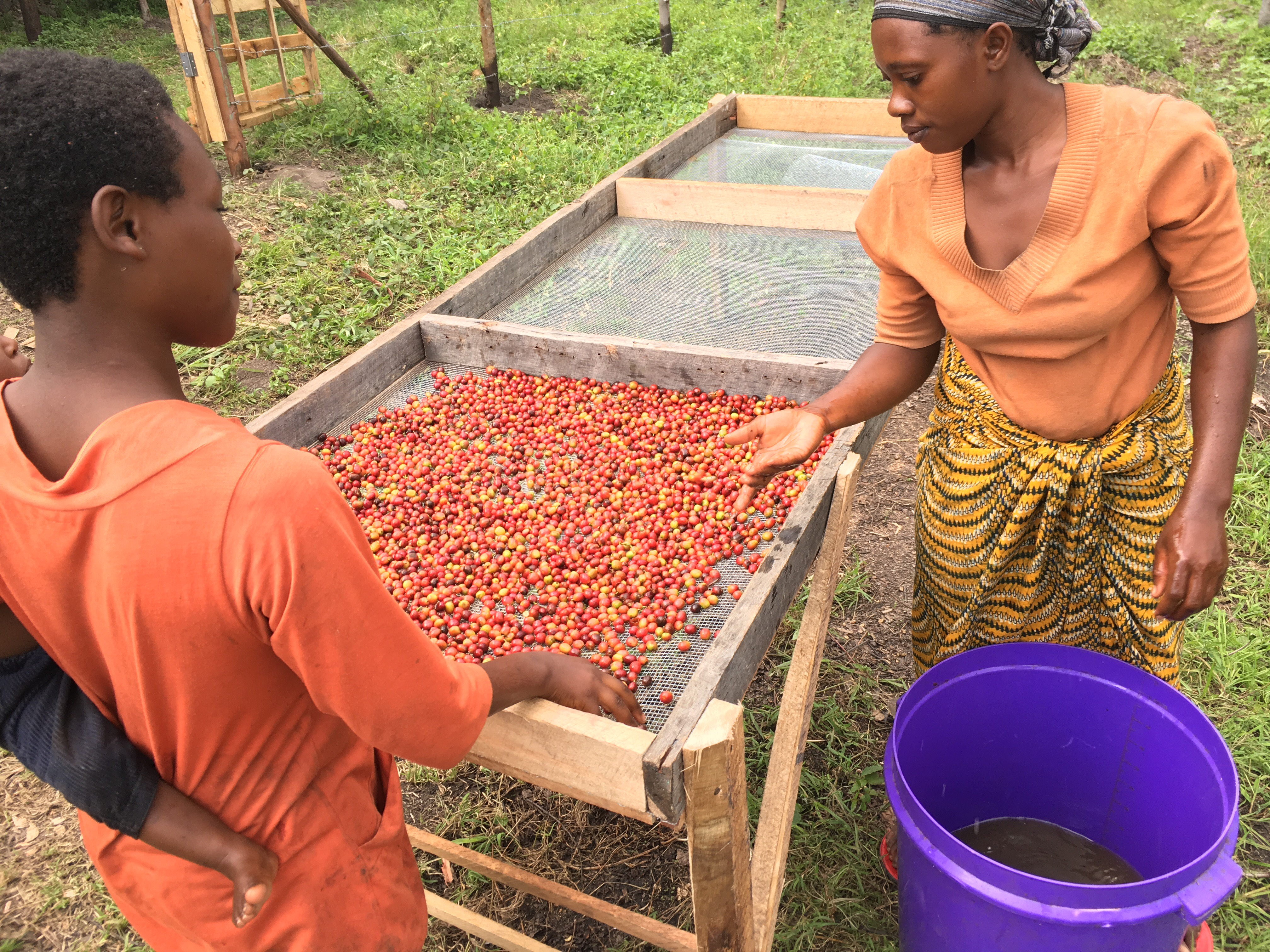
Kaffeetrocknen im Kasese-Distrikt.

Wichtigster Wirtschaftszweig des Kasese-Distrikts ist die Landwirtschaft, von der über 85 % der Bevölkerung leben. Die in den Jahren 2000–2009 durchschnittlich gemessene Regenmenge von nur 348,24 mm jährlich klassifiziert den Kasese-Distrikt als tropische Trockenzone, in der nur mit Hilfe ausgeklügelter Bewässerungsmethoden erfolgreich Landwirtschaft betrieben werden kann. In den Jahren 1993–1999 war dies mit durchschnittlich 169,32 mm Regen jährlich noch ein aussichtsloses Unterfangen. Der Zeitraum 1973–1979 war unter Zusammenfassung der Jahre 1978/1979 mit jährlich 198,38 Millimetern ähnlich trocken.

## Geographie
Kasese ist landschaftlich vom Ruwenzori-Gebirge geprägt. Mit dem Mount Stanley / Margherita Peak liegt hier die dritthöchste Erhebung Afrikas. Kasese liegt am Äquator und nimmt eine Fläche von 2.724 km² ein, wovon 885 km² zum Queen-Elizabeth-Nationalpark und 652 km² zum Ruwenzori Mountains National Park gehören. Der Distrikt hat Anteil am Eduardsee und Georgsee und grenzt im Westen an die Demokratische Republik Kongo.
Es gibt theoretisch zwei unzuverlässige Regenzeiten, von März bis Mai und von August bis November. Jedoch hat es noch nie mehr als vier Regentage mit einer zweistelligen Millimetermenge pro Monat gegeben. Bisheriger Rekord war seit Beginn der Wetteraufzeichnungen im Jahre 1973 der 1. März 2001 mit 89,92 mm Niederschlag bei nur 52 % Luftfeuchtigkeit, dicht gefolgt vom 16. Mai 1977 mit 70,1 Litern pro Quadratmeter. Die täglichen Temperaturen bewegen sich im Schnitt zwischen 19,4 und 32 °C, was aber Extremwerte von 10 °C im unteren und bis zu 36,1 °C im oberen Bereich beinhalten kann. Die errechnete Durchschnittstemperatur beträgt für den Zeitraum 2000–2009 24,8 °C nach 24,3 °C für die Jahre 1973–1978. Die Extremwerte für die Luftfeuchtigkeit liegen bei 25 % (gemessen am 17. Februar 1975) und 98 % (gemessen am 15. Januar 2008).
Als Äquatordistrikt überrascht Kasese mit der Heftigkeit seiner Sturmböen, die schon in den 1970er Jahren 81,7 km/h erreicht haben. 2002 sind hier im August und November mit 94,3 km/h und 92,4 km/h neue regionale Rekorde aufgestellt worden. Die durchschnittlichen Windgeschwindigkeiten lagen in den 1970er Jahren noch bei monatlichen 2–10 km/h, die Dekade 2000–2009 brachte es bereits auf 5–12 km/h.
Der Kasese Distrikt ist Schauplatz intensiver Aufforstungsbemühungen, die der allgemeinen Versteppung durch die militärisch motivierten Abholzungen der Vergangenheit entgegenwirken sollen. Jedoch muss hier auch auf die fatalen Auswirkungen des zivilen Feuerholzbedarfs hingewiesen werden, da in den meisten Haushalten des Distrikts noch am offenen Feuer gekocht wird.